# Emmanuel Lincot
Emmanuel Lincot est professeur des universités et consultant français, né le 2 février 1970 à Maisons-Laffitte. Spécialiste de l'histoire politique et artistique de la Chine contemporaine, il est enseignant-chercheur à la Faculté des lettres de l'Institut catholique de Paris, rattaché à l'unité de recherche (UR) « Religion, culture et société » (EA 7403).
Il s'intéresse particulièrement aux rapports entre arts et pouvoirs dans l'espace chinois et plus généralement à la question des soft power et sharp power et de l'impact de la diplomatie culturelle dans les relations internationales. Il conseille les secteurs tant public que privé en Chine et dans sa périphérie, l'Asie centrale en particulier. Il est l'auteur d'une œuvre littéraire.

## Jeunesse et parcours académique
Emmanuel Lincot est né d'un père ingénieur et d'une mère institutrice d'origine bretonne et sarthoise. Il commence ses études à l'École active bilingue (EAB) de Paris. Il fait son apprentissage du chinois aux Amitiés franco-chinoises de Paris. Il obtient un baccalauréat B au lycée Janson de Sailly en 1988 et poursuit avec un DEUG d'histoire à Paris X Nanterre en 1990. Il devient membre de la mission archéologique française (CNRS) à Tell Mohammed Dyab en Syrie, dirigée par les assyriologues Dominique Charpin et Jean-Marie Durand. Initiation au sumérien et à l'akkadien. Licence d'histoire (1991) à Paris I Sorbonne. Il passe une maîtrise d'histoire sous la direction de René Girault en 1992, intitulée Le Conflit indochinois et la Chine vus par la France (1945-1954), puis un DEA en 1993 sous la direction de Pascal Ory, intitulé L'Image de la Chine à travers les récits des voyageurs français à Paris X Nanterre.
Il écrit des brèves pour Le Journal des Arts. Départ pour l'Albanie et la Macédoine après avoir rencontré à l'Institut d'histoire du temps présent (IHTP) des spécialistes de la Yougoslavie, alors en guerre, et des Balkans. Il y séjourne à plusieurs reprises de 1993 à 1995, écrit des articles pour le quotidien albanais Koha Jöne et organise la première exposition d'art contemporain albanais. Il apprend l'albanais dans la capitale, Tirana. Il y rencontre les romanciers Ismaïl Kadaré et Besnik Mustafaj mais aussi les artistes Maks Velo, Illir Pojani, Gazmend Leka et Edi Rama.
En 2000, il obtiendra le diplôme de l’École pratique des hautes études (EPHE) en histoire de l'art (IVe section) sous la direction de Jean-Michel Leniaud : Idéologie, politique et art en Albanie (1945-1995). Appelé sous les drapeaux, il effectue son service militaire en Chine comme coopérant (CSN) en tant que lecteur de français au département de littérature et civilisation françaises à l'université de Wuhan (1995-1997). Pendant deux ans, il y approfondit ses connaissances du chinois et publie les premières revues trilingues (français, anglais, chinois) d'art contemporain chinois, Avant-Garde Chinoise puis Avant-gardes. Il fréquente assidûment la scène artistique du pays, ses écoles des beaux-arts ainsi que l'Institut de cinéma de Pékin où il fait la connaissance d'une théoricienne de l'art, Zhu Xiaoyi. Avec elle, il introduira auprès du festival de Clermont-Ferrand les premiers courts-métrages chinois contemporains en France.
En Chine, il fréquente des artistes majeurs : Wang Guangyi, Rong Rong, Ai Weiwei, Hei Gui ou les critiques d'art Pi Daojian et Pi Li sont ses interlocuteurs. Il organise ses premières expositions d'art contemporain chinois à Issy-les-Moulineaux mais aussi dans des appartements diplomatiques de la capitale chinoise où il décide de prolonger son séjour. Pierre Morel, fraîchement nommée ambassadeur de France à Pékin, le repère et l'engage temporairement comme aide documentaliste à la chancellerie. Il y prépare les voyages ministériels de personnalités françaises et la visite d'État du Président Jacques Chirac tout en poursuivant son enquête sur l'évolution de la scène artistique chinoise.
Antoine Spire, alors journaliste à France Culture le sollicite pour plusieurs émissions de son magazine Staccato en présence du futur prix Nobel de littérature, Gao Xingjian, ou de l'écrivain Philippe Sollers. En 1999, il se résout à quitter la Chine pour explorer d'abord sa périphérie puis l'ensemble de l'Eurasie.
Guide-conférencier indépendant, il propose son expertise à plusieurs voyagistes culturels (Clio, Intermèdes, La Maison de la Chine, Orients, La Maison de l'Indochine). Il explore ainsi la Chine musulmane, l'Asie Centrale, le Pakistan, l'Iran, l'Inde, l'Asie du Sud-Est ainsi que la Sibérie, la Corée et le Japon. C'est dans ce contexte qu'il fait la connaissance de la philosophe Marie-José Mondzain, de l'écrivain Dominique Desanti, du psychanalyste Robert Rabot ou du peintre Anthony Taulé.
De retour à Paris, il entreprend une thèse de doctorat en sciences des textes et documents à Paris VII Denis Diderot. Son directeur est le philosophe et sinologue François Jullien. Il soutient sa thèse en 2003 sous le titre Culture, identités et réformes politiques : la peinture en République Populaire de Chine (1978-1997), devant un jury rassemblant Jean-Marie Schaeffer, Anne-Marie Christin, François Jullien, Pierre Chartier et Thierry Zarcone. Elle sera publiée dans une version augmentée sous le titre Peinture et pouvoir en Chine (1979-2009) : une histoire culturelle.
Il commence à enseigner dès 2001 comme vacataire à la faculté de philosophie de l'Institut catholique de Paris sur les questions liées à l'altérité, aux relations culturelles ainsi qu'aux négociations internationales. Il y obtient, cinq ans plus tard, un diplôme canonique (Chine : les enjeux du redéploiement d'une puissance – DEA de sociologie des conflits sous la direction de François Mabille). À la faveur de sa double qualification au CNU (18e et 22e sections) son intérêt pour les affaires internationales et les arts se confirme. Il devient maître de conférences à la faculté des sciences sociales de l'Institut catholique de Paris (2006). Il y est élu vice-doyen chargé des relations internationales et dans ce cadre crée les premiers partenariats avec les universités du monde sinisé, celles de Taïwan notamment.
Il fonde la chaire des études chinoises contemporaines avec l'aide de la fondation du cardinal Poupard. Consacrée à l'histoire culturelle du monde chinois et au rapprochement interreligieux, la chaire organise un très grand-nombre de rencontres avec des spécialistes de la région et publie de nombreux articles dans la revue qu'il codirige avec Barthélémy Courmont, Monde chinois nouvelle Asie. En 2011, il soutient son habilitation à diriger des recherches(HDR) à l'École des hautes études en sciences sociales.
L'intitulé de son HDR est Pour une histoire culturelle de la Chine contemporaine. Elle se veut un manifeste, dans un contexte où l'historiographie sinologique française reste profondément marquée par le clivage entre philosophes et historiens. Son garant est Yolaine Escande, sinologue et historienne de l'art. Qualifié pour le professorat à la 18e section du CNU, il est promu, en 2015, professeur à la faculté des lettres de l'Institut catholique de Paris.
Il est récipiendaire la même année de la Grant Authorization Taiwan Fellowship Program en tant que chercheur invité au Taipei Fine Arts Museum de Taïwan. Au sein du département d'histoire de l'art de la faculté de lettres de l'Institut catholique de Paris il crée le cursus Asie ainsi que le master « Stratégies muséales et gestion de projet » axé sur les enjeux géopolitique du patrimoine. Parallèlement à ses activités de recherche, il crée un séminaire : Les Routes de la Soie : circulation des idées, influences et enjeux culturels.
Il codirige avec Barthélémy Courmont une revue numérique, Asia Focus, à l'Institut de relations internationales et stratégiques (IRIS) où il enseigne également. Il réalise en 2016 le premier [MOOC] (Massive Open Online Course)()

## Media
Emmanuel Lincot intervient dans de nombreux media radio et télévision (France Culture, RFI et France 24) sur les questions liées à la Chine. Il est par ailleurs un chroniqueur régulier de la Gazette Drouot.

## Activités professionnelles
Depuis 2007, il intervient régulièrement dans les phases de préparation des visites d'État et des discours en Chine auprès de l'Élysée et de Matignon. En 2014, il crée une société de conseil, Signes et Stratégies, à la suite d'une étude sémiologique appliquée aux activités du groupe L'Oréal en Chine.
Directeur de la chaire d'études chinoises contemporaines à l'Institut catholique de Paris (ICP) de 2008 à 2013, il crée quatre ans plus tard, sur la sollicitation de Marc Grassin, le pôle Eurasie XXI à l'Institut Vaugirard (ICP) en vue de rapprocher hommes d'affaires, diplomates et universitaires autour des grands enjeux du XXIe siècle, des Nouvelles routes de la soie et du projet Indo-Pacifique notamment.
Après avoir enseigné à l'École du Louvre de 2010 à 2012, il enseigne régulièrement à l'université catholique de Lille ainsi qu'à l'IRIS.
Directeur de plusieurs thèses de doctorat, il est également sollicité en tant que membre du jury de thèse tant en France qu'à l'étranger.
Ancien membre de l'International Society for Cultural History (ISCH, Université d'Aberdeen, Royaume-Uni) et de l'Association française d'études chinoises (AFEC), il a par ailleurs enseigné comme professeur invité à l'université de Chicago, à l'université de Californie à Los Angeles (UCLA), à l'université de Notre-Dame (États-Unis), à l'université Sun-Yat-Sen (Kaohsiung/Taïwan), à l'université du Sichuan (Chengdu, Chine), à l'Académie des sciences sociales de Chine (Pékin), à l'université de Louvain-la-Neuve (Belgique), à l'université de Katowice (Pologne), dans des universités de Madrid et de Barcelone (Espagne), à l'université d'Islande (Reykjavik) et prononcé de nombreuses conférences sur des questions de stratégie et de politique étrangère de la Chine, notamment à l'IHEDN.

## Ouvrages
Monographies
- Regard sur la Chine, Paris, You Feng, 2008, 124 pages.
- La figure de l'artiste et le statut de son œuvre en Chine contemporaine, Paris, You Feng, 2009, 221 pages.
- Carnets ouïghours de Chine, Paris, Koutoubia, 2009, 134 pages.
- Peinture et pouvoir en Chine (1979-2009) : une histoire culturelle, Paris, You Feng, 2010, 329 pages.
- La Chine au défi (avec Barthélémy Courmont). Préface de Richard Baum, Paris, Erick Bonnier, 2012, 240 pages.
- Esquisse de Chine, Paris, Belin, 2013, 216 pages.
- Chine, une nouvelle puissance culturelle ? Soft power et Sharp power, Paris, MkF éditions, mai 2019, collection « Les essais médiatiques ».
- Le Très Grand Jeu. Pékin face à l'Asie centrale, Paris, Les Éditions du Cerf, 2023, 276 pages.

Direction , 2023.d'ouvrages
- Arts, propagandes et résistances en Chine, Paris, You Feng, 2008, 147 pages.

Chapitres d'ouvrage (contribution à des collectifs, sélection)
- « Les relations culturelles depuis 1949 », in Jacques Dumasy (éd.), La France et la Chine, 1248-2014. De la méconnaissance à la reconnaissance, Paris, Nicolas Chaudun, 2014, p. 312-359.
- « Penser l’État multiethnique : une approche culturelle de la question ouïghoure » (avec Paul André), in Paul André (éd.), La Chine aujourd'hui. Dynamiques domestiques et internationales, coll. « Histoire et civilisations », Villeneuve d'Ascq, Presses universitaires du Septentrion, 2014, p. 45-61.
- « D'une révolution culturelle à l'autre », in Eric Mottet, Barthélémy Courmont et Frédéric Lasserre (préface de Jean-Pierre Cabestan) (éds.), La Chine et le Monde. Quelles nouvelles relations, quels nouveaux paradigmes ?, coll. « Asie contemporaine », Québec, Presses de l'université du Québec, 2015, p. 73-86.
- « Stratégie culturelle : les relations franco-chinoises comme appui pour une nouvelle définition de l'action de la France dans le monde », in Yvan Daniel, Philippe Grangé, Han Zhuxiang, Guy Martinière et Martine Raibaud (éds.), France-Chine : les échanges culturels et linguistiques. Histoire, enjeux, perspectives, coll. « Plurial », Rennes, Presses universitaires de Rennes, 2015, p. 175-181.
- « Artistes de Chine : ambassadeurs culturels et nouvelles géopolitiques », in Eric Bonnet (éd.), Biennales d’art contemporain. Œuvres et frontières, coll. « Local et Global », Paris, L’Harmattan, 2016, p. 137-155.
- « Néo-lettrisme, calligraphie et peinture : histoire culturelle d'un phénomène », in Xiaohong Li (éd.), Calligraphie chinoise. Théorie et application à l'enseignement en France, Paris, You Feng, 2017, p. 157-163.
- « Ruptures et continuités référentielles dans l’art contemporain chinois », in Siyan Jin et YeXin (éds.), L’art chinois contemporain, Paris, NUVIS, 2017, p. 57-65.
- « Wu Guoquan ou Hei Gui, le « Diable Noir » : le peintre et ses fantômes », in Vincent Durand-Dastès et Marie Laureillard (éds.), Fantômes dans l'Extrême-Orient d'hier et d'aujourd'hui. Tome 2, Paris, Inalco Presses, 2017, p. 157-173.
- “Franco-Chinese relations at the turn of the nineteenth and twentieth centuries: a reversal of representation”, in Jean-François Chougnet et Judith Benamou (éds.), Ai Weiwei - Fan Tan, Marseille, MUCEM - Manuella Editions, 2018, p. 123-133.

Articles récents dans des revues spécialisées (sélection)
- « Un “rêve chinois” savamment diffusé ? », NECTART - Comprendre les mutations culturelles et numériques, n° 7, juin-juin 2018[9]
- Défis stratégiques dans les rapports centre / périphérie en Chine, Asia Focus (IRIS) no 72 - mai 2018.
- L’avenir de l’Afrique s’écrit-Il en Asie ? Entretien avec Xavier Aurégan, ASIA FOCUS #37 PROGRAMME ASIE, mis en ligne le 29 juin 2017.
- Le pouvoir chinois face à de nouveaux défis, ASIA FOCUS #34, PROGRAMME ASIE, mis en ligne le 8 juin 2017.

## Œuvre littéraire
C’est durant son séjour en Chine qu’il découvre la poésie de Pierre Jean Jouve, Pierre Emmanuel et Yves Bonnefoy. Fasciné par la figure de l’« exote » et toujours en quête d’une esthétique du « divers » comme la définit Victor Segalen, il est l’auteur d’une œuvre qu’il qualifie de « géo-poésie ». Cette œuvre se nourrit de ses lectures mais aussi de ses voyages entre mers, déserts, forêts, villes-mondes, rencontres humaines et animales. Il prépare avec le photographe et artiste François Daireaux, un livre sur l’univers des « ghost cities » en Chine intitulé « Discover ».